# Vadia
Vadia o Wadia fou un estat tributari protegit a l'agència de Kathiawar, presidència de Bombai. Tenia una superfície de 233 km² i una població el 1921 d'11.656 habitants i el 1931 de 13.719 habitants en 17 pobles. Els ingressos s'estimaven en unes 130.000 rupies.
Era un estat de tercera classe dels de Kathiawar; la nissaga era descendent de la branca Virani de la divisió Wala del clan Kathi; l'estat fou part de Jetpur però al segle XIX el governant va canviar els seus drets a la part indivisa de Jetpur per Vadia i alguns pobles a la rodalia. En temps de Wala Shri Mulu Naja, tercer descendent de Vira Wala (fundador de la branca Virani) l'estat va entrar en contacte amb els britànics (1809) i va signar uns acords amb el coronel Walker en nom de tots els prínceps de Jetpur.

## Llista de governants
- Darbar Shri WALA VIRA NAJA
- Darbar Shri WALA KANTHAD VIR (fill)
- Darbar Shri WALA DEVA KANTHAD (fill)
- Darbar Shri WALA JIVAN DEVA ?-1875 (fill)
- Darbar Shri WALA KANTHAD JIVAN 1875 (fill)
- Darbar Shri WALA BAWA JIVAN 1875-1930 (germà), major d'edat el 12 de desembre de 1895
- Darbar Shri WALA SURAG BAWA Saheb 1930- 1948